# John Cornyn
John Cornyn (ur. 2 lutego 1952) – amerykański polityk, senator ze stanu Teksas (wybrany w 2002), członek Partii Republikańskiej.